# Белица (Творишинское сельское поселение)
Не следует путать с другим одноимённым посёлком в том же административном районе.
Белица — посёлок в Гордеевском районе Брянской области, в составе Творишинского сельского поселения. Расположен в 2 км к северо-востоку от села Казаричи, 3 км к востоку от посёлка Чёрный Ручей. Население — 44 человека (2010).

## История
Упоминается с середины XIX века как хутор (другие названия — Петровск, Яковцева Белица, Коммуна), входил в состав Гордеевской волости. Действовал свеклосахарный завод. В 1920-е гг. восточная часть посёлка входила в Суражскую волость, а западная называлась Красное Знамя.
| Годы      | 1859 | 1892 | 1926 | 1979 | 1989 | 2002 | 2010 |
| --------- | ---- | ---- | ---- | ---- | ---- | ---- | ---- |
| Население | 10   | 15   | 86   | 104  | 93   | 65   | 44   |

30 человек (2013).